# Anthemiphyllia
Genre
Anthemiphyllia Pourtalès, 1878 est un genre de corail qui fait partie de la famille des Anthemiphylliidae.

## Liste d'espèces
Anthemiphyllia comprend les espèces suivantes :
Selon ITIS (9 décembre 2015) :
- Anthemiphyllia dentata Alcock, 1902
- Anthemiphyllia frustum Cairns, 1994
- Anthemiphyllia macrolobata Cairns, 1999
- Anthemiphyllia multidentata Cairns, 1999
- Anthemiphyllia pacifica Vaughan, 1907
- Anthemiphyllia patera De Pourtalès, 1878
- Anthemiphyllia spinifera Cairns, 1999

Selon World Register of Marine Species (9 décembre 2015) :
- Anthemiphyllia dentata Alcock, 1902
- Anthemiphyllia frustum Cairns, 1994
- Anthemiphyllia macrolobata Cairns, 1999
- Anthemiphyllia multidentata Cairns, 1999
- Anthemiphyllia pacifica Vaughan, 1907
- Anthemiphyllia patera Pourtalès, 1878
- Anthemiphyllia spinifera Cairns, 1999